# El Djoumhouria
El Djoumhouria (in arabo الجمهورية) è un quotidiano algerino fondato ad Orano nel 1844.

## Storia
Il giornale viene pubblicato il 12 ottobre 1844 in lingua francese da Pierre Laffont con il nome di L'Écho d'Oran. In seguito all'indipendenza dell'Algeria nel 1962, cambiò nome l'anno successivo in La République. Nel 1974 la prima pagina del giornale passò ad essere scritta in lingua araba. L'anno successivo il giornale viene completamente arabizzato e cambiò il nome in El Djoumhouria (La Repubblica).